# Rudolf Kroflin
Rudolf Kroflin (Lenišće, kraj Klanjca, 15. travnja 1916. – Zagreb, 30. rujna 1941.) bio je kovački radnik i narodni heroj Jugoslavije.

## Životopis
Rođen je 1916. godine u Lenišču. Uoči Drugog svjetskog rata zaposlio se u Zagrebu kao kovački radnik u tvornici „Ventilator“. Tamo se našao u krugu radnika, koji su se okupljali u Ujedinjenom radničkom sindikalnom savezu Jugoslavije. Ubrzo je bio primljen u Komunističku partiju Jugoslavije. Organizirao je demonstracije i štrajkove.
Nakon fašističke okupacije Jugoslavije 1941., kao član i zatim tajnik Drugog rajonskog komiteta Komunističke partije Hrvatske u Zagrebu, organizirao je omladinske udarne grupe i sam sudjelovao u brojnim akcijama. S Antom Milkovićem i braćom Gluhak izveo je diverziju na pruzi Zagreb-Sisak, sudjelovao je u atentatu na policijskog agenta Ljudevita Tiljka, a 14. rujna 1941. godine izvršio je sa svojom skupinom napad na grupu ustaša u Vrbanićevoj ulici. Tom je prilikom ranjeno dvanaest ustaša, ali je i sam Kroflin bio ranjen i uhvaćen.
Šesnaest dana strahovito je bio mučen u zagrebačkoj policiji. Nije priznao čak ni svoje ime. Podlegao je mučenju 30. rujna 1941. godine.
Ukazom Prezidija Narodne skupštine Federativne Narodne Republike Jugoslavije, 14. prosinca 1949. godine, proglašen je za narodnog heroja.